# 高射砲
高射砲（英語: anti-aircraft gun）は、空中目標を主として射撃する火砲。防衛省規格（NDS）では対空砲と同義とされている。

## 概要
普仏戦争中の1870年、偵察や弾着観測用の軍用気球を狙い撃つため、クルップ社が開発してプロイセン軍が用いた軽量砲架の小口径砲が、高射砲の祖形である。第一次世界大戦にかけて航空機が発達すると、各国で高射砲が開発されていったが、多くは野砲など速射砲に大仰角を与えて高角射撃ができるようにしたものであった。その後、航空機の高速化に伴って、高射砲においては、高角射撃のほかにも、高初速や大発射速度、また旋回・俯仰の迅速さなどといった特質も求められるようになり、各国ともこれらの要求を満たす砲の開発にしのぎを削るようになった。
また高射砲においては有効に作動する信管も重要であり、当初は火薬燃焼式の時限信管が用いられていたが、第一次大戦中に改良が重ねられたにもかかわらず、信頼性の問題に悩まされ続けていた。大戦末期には、ドイツのクルップ社が機械式の時限信管を実用化し、この時点ではあまりに複雑・高価で長射程の榴弾砲で使われたのみであったが、戦間期には高射砲にも用いられるようになった。しかし第二次世界大戦中の経験から、ドイツ空軍は時限信管の使用を中止し、着発信管に切り替えた。これに対し、アメリカ合衆国では近接信管（VT信管）を実用化し、高射砲の有効性は著しく向上した。
一方、1930年代頃からは、低高度を飛行する目標に対しては高射砲では捕捉困難という問題が生じ、これを補完するために対空機関砲も注目されるようになった。また航空機の性能向上が続くにつれて、中・高高度目標についても高射砲では対応困難となっていき、地対空ミサイル（SAM）が台頭したが、高射砲も、電子攻撃（EA）を受けてレーダーが使えない場合でも目視照準で発砲できるなどのメリットがあり、特に東側諸国では引き続き使われた。

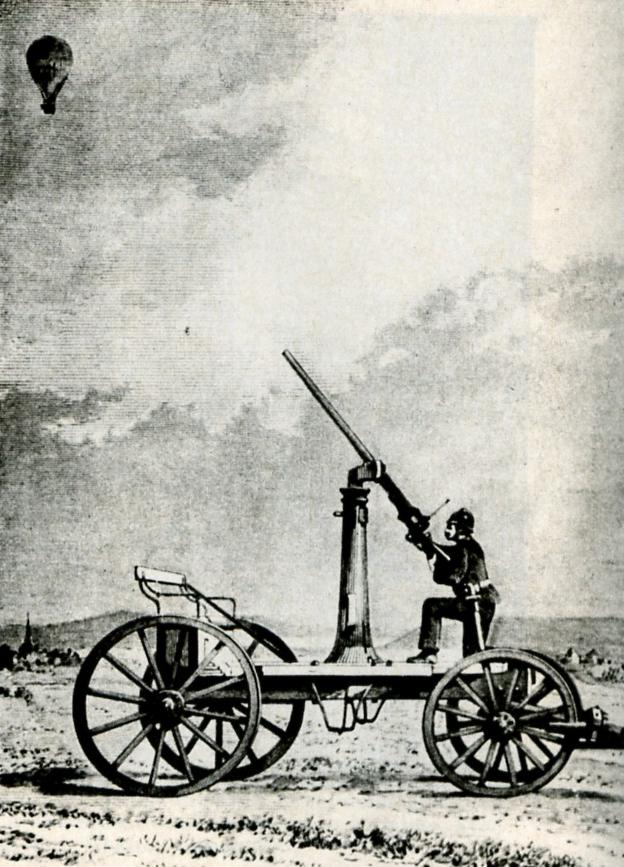
クルップの対気球砲
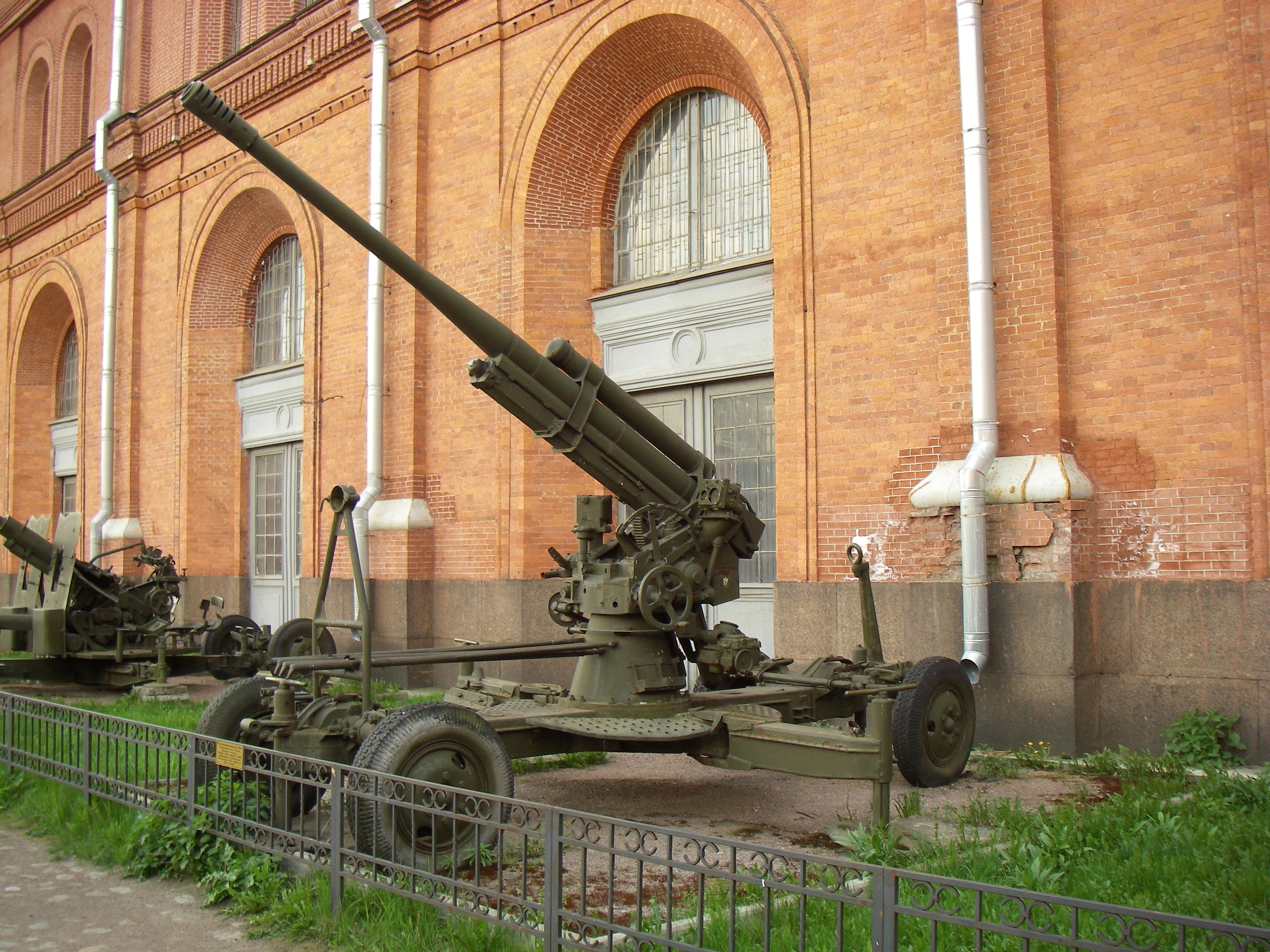
85mm高射砲M1939（52-K）

## 高角砲
艦砲においては、高い仰角を与えられる砲を高角砲（英語: high-angle gun, HA gun）と称し、第一次世界大戦以降のイギリス海軍では、高角砲架には「HA」の記号を付すこととした。大戦中、各国の主要な艦艇には高角砲が搭載されたものの、この時点では洋上での航空機の運用は限定的で、真剣な脅威とはなっていなかった。
高角砲において、最大仰角を増すと砲耳を高くしなければならず、砲塔の機構も複雑化するため重量が増大し、また再装填にも機力補助が必要になる。このため、戦間期のイギリス海軍では、艦内の容積や甲板の面積に余裕が少ない駆逐艦では専用の高角砲は搭載せず、既存の砲架の設計を修正して仰角をわずかに増した程度の平射砲と、高角射撃に対応した重機関銃のみを対空兵器としている場合もあった。
これに対し、アメリカ海軍では対空・対水上射撃に兼用できる両用砲 (Dual-purpose gun) の搭載を志向しており、1926年起工の重巡洋艦「ペンサコーラ」の副砲を25口径5インチ高角砲として両用化を実行、次に駆逐艦の主砲として38口径5インチ両用砲を開発、戦艦・巡洋艦や航空母艦の副砲としても広く搭載した。またイギリス海軍でも、第二次大戦劈頭のノルウェーおよびダンケルク撤退作戦での戦訓から、上記のような構成や既存の高角砲では増大する経空脅威に対抗できないと判断して、両用砲の搭載を模索したものの、完全な両用砲化はバトル級駆逐艦を待つこととなった。

## 主要な高射砲の一覧
アメリカ合衆国
- M3 3インチ高射砲（3-inch Gun M1918）
- M1 90mm高射砲
- M1 120mm高射砲
- M51 75mm高射砲

 イギリス
- QF 12ポンド 12cwt高射砲
- QF 3インチ 20cwt高射砲
- QF 3.7インチ高射砲

 フランス
- M1922-1924・1927 75mm高角砲
- M1926 90mm高角砲
- M1930 100mm高角砲
- M1945 100mm高角砲

 イタリア
- M1934 75mm高射砲
- M1935 75mm高射砲
- M39/41 90mm高射砲

 ソビエト連邦
- M1931 76.2mm高射砲
- M1938 76mm高射砲
- M1939（52-K） 85mm高射砲
- M1944 85mm高射砲

 ドイツ国
- 7.5 cm FlaK
- 8.8 cm FlaK 18/36/37
- 8.8 cm FlaK 41
- 10.5 cm FlaK 38/39
- 12.8 cm FlaK 40
- 12.8 cm FlaK 40 Zwilling

 大日本帝国
- 陸軍（高射砲）
  - 五式十五糎高射砲
  - 四式七糎半高射砲
  - 三式十二糎高射砲
  - 九九式八糎高射砲
  - 八八式七糎野戦高射砲
  - 十四年式十糎高射砲
  - 十一年式七糎半野戦高射砲
- 海軍（高角砲）
  - 四十口径三年式八糎高角砲
  - 五年式短八糎砲
  - 四十口径十一年式八糎単装高角砲
  - 九八式八糎高角砲（長8サンチ高角砲）
  - 五十口径八八式一〇糎高角砲
  - 九八式十糎高角砲（長10サンチ高角砲）
  - 四十五口径十年式十二糎高角砲
  - 四十口径八九式十二糎七高角砲（12.7サンチ高角砲）
  - 短十二糎砲
  - 短二十糎砲
  - 六〇口径三年式十五糎五高角砲
  - 五式十二糎七高角砲